# Келлс, Роберт

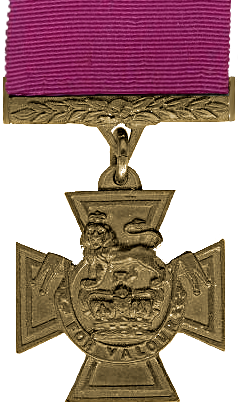
Награда Роберта, хранящаяся в Музее и художественной галерее Дерби

Роберт Келлс (англ. Robert Kells) — английский военный, обладатель креста Виктории, крупнейшей и престижнейшей награды войск Великобритании и Содружества наций.

## Обстоятельства
Келс родился в Индии. Во время Индийского народного восстания 1857—1859 годов Келлс был в возрасте 25 лет в чине младшего капрала 9-го Королевского уланского полка. 28 сентября 1857 года около города Буландшахр (Уттар-Прадеш, Индия) проявил чрезвычайное мужество, за которое был награждён крестом Виктории:
За чрезвычайное мужество около Буландшахра 28 сентября 1857 и защиту от нескольких вражеских солдат своего командира капитана Дрисдейла, который лежал на улице со сломанной ключицей, тогда как его конь был выведен из боя выстрелом, и за то, что остался с ним до момента ликвидации опасности. Донесение генерал-майора сэра Джеймса Хоупа Гранта, 8 апреля 1858 года.
Оригинальный текст (англ.)For conspicuous bravery at Bolundshahur, on the 28th of September, 1857, in defending against a number of the enemy his commanding officer, Captain Drysdale, who was lying in a street with his collar-bone broken, his horse having been disabled by a shot, and remaining with him until out of danger.

Despatch from Major-General Sir James Hope Grant, K.C.B., dated 8th April, 1858.London Gazette: no. 22212, p. 5517, 24 December 1858

## Биография
Позже он вошел в состав 1-го полка бенгальской лёгкой кавалерии и получил звание сержанта. Ушел в отставку в 1868 году, вошёл в охрану Королевы Виктории. Похоронен на кладбище на юге Лондона.
Его медаль демонстрируется в полковом музее 9/12-го полков королевских улан в Музее и художественной галерее Дерби. Четыре медали, выставленные там, были проданы на аукционе в 2006 году за 130 000 фунтов.